# 메어윈 몬디저
메어윈 몬디저(Merwin Mondesir, 1976년 2월 21일 ~ )는 캐나다의 배우, 텔레비전 배우이다.
토론토에서 태어났다.

## 영화
- 파트너 오브 좀비 (2016년)
- 그레이브 인카운터 (2011년) - T.C 깁슨 역
- 스모킹 에이스 2 (2010년)
- 로스트 보이 2 : 더 트라이브 (2008년)
- 갓센드 (2004년) - 모리스 역
- 솔저스 걸 (2003년)
- 리크루트 (2003년)
- 체이싱 케인: 페이스 (2002년)
- 살인의 법칙 (2001년)
- 본즈 (2001년)
- 세븐틴 어게인 (2000년)